# Кокандський суперфосфатний завод
Кокандський суперфосфатний завод — виробничий майданчик у місті Коканд Ферганської області Узбекистану.
У 1935-му в Коканді запустили тукозмішувальну фабрику, а в 1946-му на її майданчику ввели в дію завод суперфосфату, одним зі складових якого був цех з виробництва сульфатної кислоти (суперфосфат отримують шляхом обробки фосфоритів цією кислотою). З плином часу потужність підприємства досягнула 250 тисяч тонн амонізованого суперфосфату на рік, при цьому як сировину використовували фосфорити казахського Каратауського фосфоритоносного басейну (рудники Чулактау, Жанатас).
У 1980-х неподалік почався запуск Новококандського хімічного заводу з потужним виробництвом сульфатної кислоти, що мало потягнути за собою певне перепрофілювання Кокандського суперфосфатного заводу. Втім, Новокандський проєкт уже невдовзі зупинився з екологічних причин.
Наприкінці 1990-х Кокандський суперфосфатний завод отримав змогу споживати узбецьку сировину — фосфоритну муку Кизилкумського фосфоритного комплексу.
У 2019-му 95,54 % акцій заводу продали сінгапурській компанії Indorama, яка зобов'язалась здійснити значні інвестиції у підприємство. На той час фактичне виробництво суперфосфату було менш як 100 тисяч тонн на рік, тоді як модернізація заводу мала довести цей показник до 350 тисяч тонн. Надалі також є плани організувати на майданчику випуск сульфатної кислоти та інших видів добрив.